# Monique Ilboudo
Monique Ilboudo (Uagadugú, 1959) es una escritora, abogada, política, diplomática y activista por los derechos de las mujeres y defensora de los derechos humanos burkinabesa. Fue la primera mujer de Burkina Faso que publicó una novela: Le Mal de Peau, 1990. En 2002 asume el puesto de Ministra para la Promoción de los Derechos Humanos.

## Biografía
Monique Ilboudo nació en Uagadugú en 1959, entonces capital de Alto Volta y desde 1960 de Burkina Faso. Estudió derecho en la Universidad de Uagadugú y en 1983 obtuvo una maestría en derecho privado. Continuó sus estudios de Derecho en la Universidad de Lille II, en Francia, y obtuvo un diploma de estudios superiores de derecho privado en 1985. En 1991, obtuvo un doctorado en derecho privado en la Universidad Paris-Est Créteil y en 1992 se convierte en profesora adjunta en la Universidad de Uagadugú. Entre 1992 y 1995 combina su trabajo con la escritura. Es autora de la crónica "Féminin pluriel" en el diario burkinabés L'Observateur Paalga. Al mismo tiempo, crea Qui-vive, el observatorio de la condición de la mujer burkinabesa. Es miembro fundador del Consejo supremo de la información entre 1995 y 2000.
En un documental de la togolesa Anne-Laure Folly, Femmes aux yeux ouverts, en 1994, explica que en Burkina Faso, como en numerosas sociedades africanas, los hombres quieren mantener en control de las relaciones sexuales. La procreación es el principal motivo, no el amor. La poligamia con fines de reproducción y las relaciones sexuales no protegidas ocasionales por los hombres exponen a las mujeres a un riesgo elevado de VIH/sida. Ilboudo resume el dilema: "No puedes tomar precauciones para tener hijos".
En 1998, participa en una estancia de escritura en Kigali, con una docena de escritores africanos, entre ellos el senegalés Boubacar Boris Diop, el guineano Tierno Monénembo, el autor dramático chadiano Koulsy Lamko y el keniata en inglés David Dominic Mwangi. El tema de esta reflexión colectiva es la escritura y el deber de la memoria, a raíz del genocidio de los tutsis de la primavera de 1994 en Ruanda.
En 2000, Monique Ilboudo es nombrada secretaria de estado para la Promoción de los derechos humanos. En 2002 es nombrada ministra de la Promoción de los derechos humanos, un puesto que se crea para ella, y dura hasta 2008, cuando se convierte en embajadora de Burkina en los países nórdicos y bálticos. En abril de 2011 establece relaciones diplomáticas con Letonia, y en octubre de 2012 presenta sus credenciales al presidente letón Andris Bērziņš.

### Trayectoria literaria
En 1992 había recibido el Grand Prix du Burkina du Meilleur por Le Mal de peau, que se reedita en 2001. Considerada la primera novela publicada por una mujer en Burkina Faso. Cuenta la historia de una mujer burkinabesa que es violada por un soldado blanco, y de la muchacha que nace de la violación. La joven marcha a París en busca de su padre, y se enamora de un hombre blanco. La novela trata con sensibilidad temas como la experiencia colonial y los prejuicios del mestizaje.
En 2001 se publica Murekatete, novela escrita en el marco de su estancia en Ruanda. Murekatete es el nombre de una mujer y significa 'déjala vivir'. La mujer está atormentada por los recuerdos del genocidio. Para intentar superar su sentimiento de culpabilidad por haber sobrevivido y vuelto a una vida normal, ella y su marido visitan el memorial de Murambi. Esto no hace más que agravar el problema. La historia está escrita en primera persona, en pocas palabras.
En 2006, Monique Ilboudo publica Droit de cité : être femme au Burkina Faso. Tras su recorrido como diplomática, se dedica a la escritura, especialmente con las novelas Si loin de ma vie, publicada en 2018, y Carrefour des veuves, publicada en 2020, ambas situadas en el contexto social y político de Burkina Faso.

## Obras

#### Novelas
- Le Mal de peau, Imprimerie Nationale du Burkina, 1992

réédition, Paris, Le Serpent à Plumes, coll. « Motifs » no 123, 2001 (ISBN 2-84261-158-6)
- Murekatete, Lille, Éditions du Figuier, 2000, 75 p.
- Si loin de ma vie, Le Serpent à Plumes, 2018, 144 p.
- Carrefour des veuves, Les Lettres Mouchetées, 2020, 159 p.

#### Poesía
- Nyamirambo: recueil de poésie, Le Figuier, 2000, 75 p. (ISBN 978-2-84258-067-4. En colaboración con Nocky Djedanoum.

#### Ensayo
- Droit de cité : être femme au Burkina Faso, les Éditions du Remue-ménage, 2006 (ISBN 978-2-89091-244-1